# Урочище «Ожигівське»
Уро́чище «Ожи́гівське» — гідрологічний заказник місцевого значення в Україні. Розташований у межах Хмельницького району Хмельницької області, за 1,5 км на схід від села Ожигівці.
Площа 8,6 га. Статус надано згідно з рішенням обласної ради від 1.11.1996 року № 2. Перебуває у віданні Ожиговецької сільської ради.
Статус надано з метою збереження водно-болотного комплексу (болото, луки) у заплаві лівої притоки річки Збруч. Зростає типова водно-болотна рослинність, а також рідкісні види рослин: бобівник трилистий, пальчатокорінник травневий та інші.